# Zona de Operații Est (România)

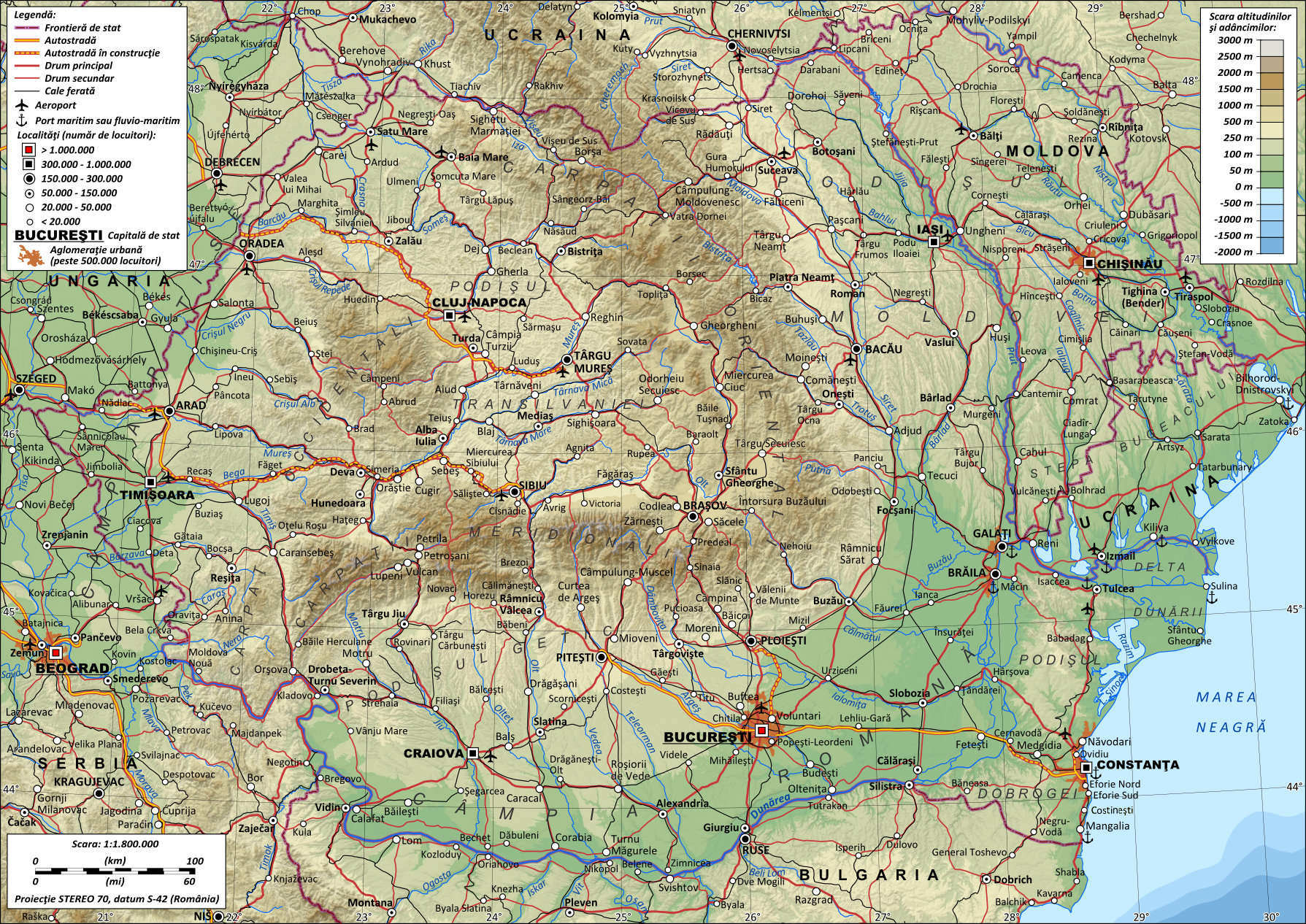
Arealul Zonei de Operații Est situat între Prut și Carpații Orientali, în Moldova Occidentală, pe Harta României.

Zona de Operații Est  din România este una dintre cele patru zone de nivel operațional definite în perspectiva geografiei militare⁠(en)[traduceți] pe teritoriul statului român, celelate trei fiind Zonele de Operații Vest, Sud și Sud-Est. Zona include teritoriul Moldovei, inclusiv pe cel al Bucovinei de Sud.
Arealul, care este inclus Teatrului de Operații Sud-Est European, corespunde unuia dintre  marilor compartimente fizico-geografice ale României și se află pe Direcția strategică de Nord-Est a respectivului teatru de operații, fiind intersectat de direcțiile operative Podolică, Central-Ucraineană și Sud-Ucraineană, precum și în partea de sud, de cea mixtă (maritimă și terestră) din nordul Mării Negre.
Carpații Orientali, prin culmile lor centrale și estice, realizează acoperirea teritoriului dinspre vest, fiind însă traversați de trecători, spre care se înscriu direcții caracteristice. În zona Oituzului se află cea mai scurtă cale de trecere din Carpații Românești. Valea Siretului, care compartimentează zona de operații în două, deschide pe axa nord-sud o direcție operativă pe toată adâncimea acesteia, în timp ce afluentul său principal stâng, Bârladul, deschide o direcție limitată. 
La marginea de sud a zonei se găsește Poarta Focșanilor, care, grupează și deschide direcții strategice și operative la nivelul teritoriului românesc, iar de-a lungul acestuia spre Europa Centrală și spre Balcani.

## Caracteristici generale
Zona include teritoriul Moldovei, inclusiv pe cel al Bucovinei de Sud, având (conform delimitării, în 1987) o suprafață de circa 46.000 km2. La nivelul anului 1987 avea circa 20 % din populația României. Include, de asemena, 19% din suprafața țării, având dimensiuni de la nord la sud de circa 350 km și de la est la vest de circa 120-180 km..
Limitele acesteia sunt:
- la nord frontiera de stat[3]  cu Ucraina.[1]
- la est tot frontiera de stat,[3] de-a lungul Prutului inițial și apoi de-a lungul Dunării[1] în amonte până la limita sudică[3]
- la vest de culmile centrale ale Carpaților Orientali,[1] pe linia munților, Suhard, Giurgeu, Nemira și Vrancei.[5]
- la sud de o linie convențională ce pornește de la Galați și continuată de-a lungul cursului inferior al Siretului până la Măicănești și de aici întinsă spre vest până la vârful Penteleu[3]  (după o altă sursă însă, limita sudică ar fi formată de o linie care unește Tichilești (Brăila) cu  Râmnicu Sărat).[1]

### Geografice

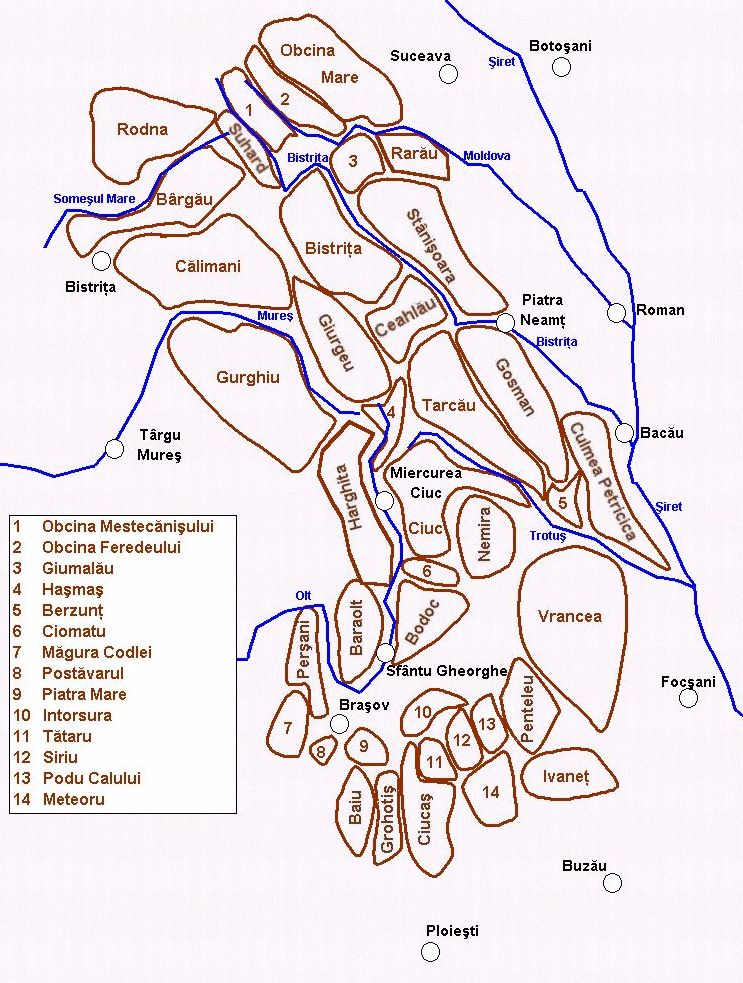
Carpații Orientali.

Aflați în partea de vest, Carpații Orientali au o înălțime medie de circa 1.000 m, cel mai înalt vârf al acestora având 2303 m. Dintre cele trei lanțuri montane carpatice prezente pe teritoriul românesc, aceștia reprezintă cel mai lat (circa 140 km în zona lor de nord) și cel mai lung lanț montan. Prin Pasul Oituz, oferă însă și cea mai scurtă trecere din Carpații Românești (circa 27-30 km).
Culmile centrale și estice ale Carpaților Orientali sunt orientate, aproape fără excepție de la nord spre sud, realizând acoperirere spre vest a zonei, pe o distanță de 350 de km. Terenul regiunii este compartimentat în mod distinct de valea Siretului, la nord de linia Galați – Focșani. Compartimentul estic (aparținând de Podișul Moldovei) dintre Siret și Prut, este compartimentat lontgitudinal nord-sud, în partea centrală a acestuia compartimentarea fiind realizată de râul Bârlad. Compartimentul vestic include pantele estice carpatice și Subcarpații Moldovei, fiind fragmentat de văile cu orientare generală de la nord-vest la sud-est ale afluenților din partea dreaptă a Siretului.
Compartimentul vestic include un teren accidentat, frământat și acoperit de zona montană. Zonele de podiș sunt cu suprafețe mai dezvoltate, ondulate puternic și brăzdate de văi cu orientare generală de la nord spre sud, ceea ce le imprimă un profil accidentat, capabil să influențeze acțiunile militare. Spre diferență de acestea, Câmpia Moldovei și Câmpia Covurlui, cu dimensiuni mici (având laturi de aproximativ 40 km) aflate la nord și respectiv la sud, nu au de ce să influențeze decisiv operațiunile.
Rețeaua hidrografică include bazinele hidrografice ale Siretului și Prutului, primul, aflat în partea de vest, dominând din punct de vedere al suprafeței.  Siretul deschide o direcție importantă de acțiune pe întreaga adâncime a Zonei de Operații Est, în timp ce cel Bârladul (cel mai important afluent de stânga al Siretului) deschide doar o direcție limitată. Pe partea dreaptă a Siretului, afluenții acestuia deschid direcții dinspre regiunea montană spre sud-est, având caracter de obstacol pentru acțiunile militare pe axa nord-sud.
Spre diferență de afluenții Siretului, cei doi afluenți mai importanți de pe dreapta Prutului, Jijia și Bahluiul, se înscriu în Câmpia Moldovei fără a prezenta mare valoare, ca obstacol.
Rețeaua de comunicații terestre are o densitate de 35 km de șosea și respectiv 4,1 km de cale ferată la 100 km2. Următoarele comunicații se află:
- pe axa nord-sud
  - drumuri: Râmnicu Sărat–Focșani–Bacău–Suceava–Siret, Galați–Bârlad–Iași–Dorohoi, Galați–Tecuci–Bârlad
  - căi ferate: Râmnicu Sărat–Mărășești–Bacău–Sucava–Vicșani, Făurei–Tecuci–Bârlad–Iași–Dorohoi, Galați–Bârlad, Verești–Leorda–Dorohoi
- pe axa vest-est
  - drumuri: Panciu–Mărășești–Tecuci–Galați, Bicaz-Bacău (cu variantă spre Roman, din Piatra Neamț), Bacău–Vaslui–Huși, Târgu Neamt–Pașcani–Târgu Frumos–Iași, Vatra Dornei–Suceava–Botoșani–Manoleasa-Prut (cu variantă spre Ștefanesti), Câmpulung Moldovenesc–Rădauți–Siret–Dorohoi–Darabani–Radăuți-Prut
  - căi ferate: Odobești–Focșani, Panciu–Mărășești–Tecuci–Galați, Comănești–Adjud, Bicaz–Bacău, Vatra Dornei–Suceava, Putna–Dornești, Roman–Buhăiești, Pașcani–Iași

### Operative
Zona de Operații Est este inclusă Teatrului de Operații Sud-Est European și se află pe Direcția strategică de Nord-Est a acestuia, fiind intersectată de cele trei direcții operative ale direcției strategice respective: Podolică, Central-Ucraineană și Sud-Ucraineană.

Caracteristicile direcțiilor operative menționate mai sus și care intră în compunerea Direcției strategice Nord-Est sunt:
- Direcția operativă Podolică: aceasta coboară de la nord spre sud dinspre Podișul Volîno-Podolic⁠(en)[traduceți], pentru a intra în România cu axul pe la Siret, spre Suceava–Bacău–Făurei. Capacitatea ei poate fi de 1 grupare de forțe de nivel operativ (cu 1 corp de armată acționând în compartimentul dintre Carpații Orientali și Siret și 1 corp de armată acționând în compartimentul dintre Siret și Prut). În funcție de obiectiv, acțiunile pe această direcție pot viza fie pătrunderea inamică prin trecătorile din grupele nordică și centrală a Carpaților Orientali (având ca motiv ori înaintarea spre Transilvania, ori securizarea acestor trecători, pentru a interzice manevra de forțe și mijloace a apărării și a securiza flancul înaintârii grupării de forțe), fie joncțiunea cu forțele care acționează pe direcțiile operative Central-Ucraineană și Sud-Ucraineană (ori cu un desant aerian lansat în raioane centrate de un punct situat la 10 km sud de Bacău sau de Nămoloasa).
- Direcția operativă Central-Ucraineană: Ungheni – Târgu Frumos – Târgu Neamț (cu variante spre Vaslui–Bârlad pentru a face joncțiune cu Direcția operativă Sud-Ucraineană). Are un rol de legătură între direcțiile operative Podolică și Sud-Ucraineană. Capacitatea ei este de până la 1 corp de armată.
- Direcția operativă Sud-Ucraineană: are axul pe direcția Cahul – Buzău – București (cu variante spre Tecuci–Bacău, sau de pătrundere prin trecătorile Carpaților de Curbură). Capacitatea ei este de până la 2-3 corpuri de armată (1 grupare de forțe de nivel operativ).

În partea sudică, Zona de Operații Est este intersectată și de Direcția operativă din nordul Mării Negre (cu caracter mixt, maritim și terestru), pe axa Odesa–Galați–București (cu variante de pătrundere spre nordul Moldovei și spre trecătorile care duc spre Transilvania, situate în zona centrală a Carpaților Orientali). Capacitatea acestei direcții operatuive este de până la 1 grupare de forțe de nivel operativ.

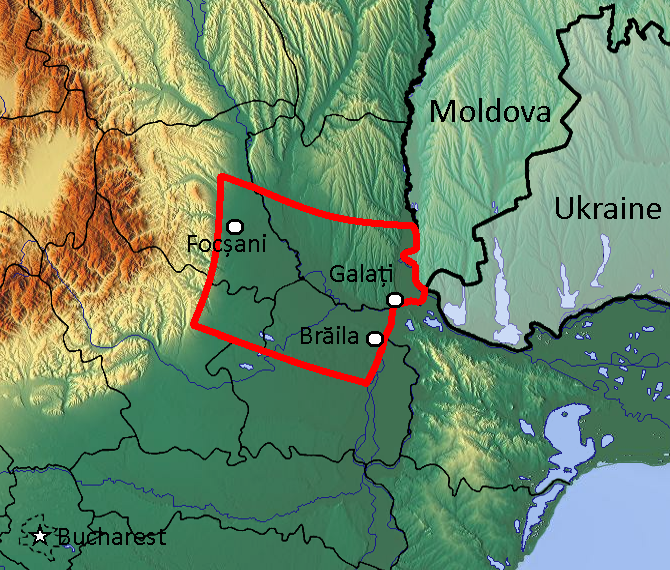
Poarta Focșanilor

La marginea de sud a Zonei de Operații Est se găsește Poarta Focșanilor, structură teritorială cheie cu rol de coridor de mobilitate, care, grupează și deschide direcții strategice și operative la nivelul teritoriului românesc, iar de-a lungul acestuia spre Europa Centrală și spre Balcani. Din punct de vedere valoric militar, Poarta Focșanilor se află în strânsă interdependență cu lanțul montan al Carpaților Orientali, operarea acesteia depinzând de blocarea cu succes a trecătorilor montane ale acestora.
Paralelismul crestelor montane, cu orientare de la nord-vest la sud-est oferă avantaj apărării, din perspectivă operativă. Multele trecători montane existente, cu caracteristici geografice, comunicaționale și capacități de transport variabile, oferă însă coridoare de transport spre și dinspre Zona de Operații Vest. Existența multor văi și zone depresionare, în cadrul montan, oferă de asemenea și posibilitatea dislocării și concentrării unor formațiuni militare de magnitudini de 2 brigăzi până la 2 divizii. Trecătorile, în sine, oferă capacități de până la o mare unitate tactică.
Cel mai probabil raion, pretabil la folosirea desantului aerian operativ de către inamic, se află la nord de cursul inferior al Siretului, în Poarta Focșanilor. Pentru deschiderea însă a unor direcții peste Carpații Orientali, un eventual inamic ar putea, de asemenea, folosi desanturi aeriene tactice pe principalele trecători sau în alte locuri înguste de trecere existente, obiective economice și intersecții de comunicație mai importante.
În ce privește direcțiile de interzis în Zona de Operații Est:
- în raport cu posibilitățile inamicului de a surclasa apărarea în Poarta Focșanilor, cele două direcții principale de interzis sunt:[3]
  - între Carpații Orientali și Siret: Focșani – Târgu Ocna – Buhuși – Târgu Neamț – Suceava – Rădăuți, cu o capacitate de una până la două mari unități.
  - între Siret și Prut: Nămoloasa – Bârlad – Vaslui – Iași – Săveni, cu o capacitate tactică de două până la trei mari unități.
- în ce privește Carpații Orientali, direcțiile de interzis cele mai caracteristice sunt cele care se înscriu în trecători, care, oferă astfel cum a fost precizat mai sus, capacități de până la o mare unitate tactică. Aceste direcții, de asemena, sunt pretabile la folosirea de către inamic de desanturi aeriene tactice.[13]

## Perspective operative

### Apărarea

#### Orientare spre sud
Ia în considerare un inamic care după obținerea unor succese semnificative în Câmpia Română și Dobrogea, caută să-și deschidă drum prin Parta Focșanilor, spre nord. În varianta apărărării orientate spre sud, se pot organiza patru aliniamente, astfel:
- primul aliniament este unul puternic, datorită organizării apărării într-o fâșie ralativ îngustă, situată cu limita de dinainte a apărării dispusă între Carpații de Curbură și Dunăre, trecând pe la Focșani – Râmnicu Sărat – Nămoloasa – cursul inferior al Siretului – Dunărea până la confluența cu Prutul.
- al doilea alinimament se află la 60-70 km spre nord de primul, putând fi organizat pe înălțimile aflate la sud de valea Trotușului
- un aliniament intermediar, poate fi organizat la sud de Bacău – Vaslui – Huși
- un alineament pretabil a folosit în situații deosebit de critice, este posibil să fie organizat pe traseul valea Moldvei – Pașcani – Târgu Frumos – Iași – Oprișeni

#### Orientare spre vest
Ar fi o consecință a înfrângerii apărării în Zona de Operații Vest. Astfel, în varianta apărărării orientate spre vest, se pot organiza două aliniamente:
- primul aliniament de apărare poate fi organizat în Carpații Orientali, sprijinit pe Obcina Mestecăniș – Munții Bistriței – Masivul Ceahlău – Munții Hășmaș – Munții Ciucului – Munții Nemira – Munții Vrancei.[3] Direcțiile de interzis principale se înscriu în trecătorile Carpaților Orientali.[14]
- al doilea aliniament operativ poate fi organizat cu o dezvoltare de aproximativ 350 km pe toată lungimea Siretului, în limitele teritoriului național. Direcțiile de interzis sunt cele spre sectoare favorabile forțării râului. La nivelul celor mai importante, inamicul ar putea folosi desant aerian tactic, iar spre sudul Siretului chiar desant aerian operativ, fie pentru a cuceri capete de pod, fie pentru a favoriza forțarea liniei.

#### Orientare spre nord
Pătrunderea inamicului dinspre nord se va face pe Direcția Operativă Podolică (ce coboară de-a lungul văii Siretului).
În varianta apărărării orientate spre nord, se pot organiza cinci aliniamente, astfel:
- între Izvoarele Sucevei și Rădăuți-Prut (pe frontiera de nord)
- între Broșteni – Târgu Neamț – Podu Iloaei – Iași

- între Piatra Neamț – Roman – Negrești – Valea Grecului
- între Comănești – Onești – Bârlad – Murgeni
- între Brețcu – Panciu – Târgu Bujor (cu variantă prin Tulnici – Focșani – Nănești – Galați)

Se asociază celor precizate mai sus, ca direcți de interzis determinate de compartimentele realizate de Siret între Carpații Orientali și Prut, următoarele:
- Rădăuți – Gura Humorului – Târgu Neamț – Buhuși – Onești – Panciu
- Darabani – Hârlău – Târgu Frumos – Negrești – Vaslui – Bârlad – Nănești

#### Orientare spre est
În varianta apărărării orientate spre est, se pot organiza trei aliniamente, astfel:
- primul aliniament se poate organiza pe malul drept al Prutului
- al doilea aliniament se poate organiza pe malul drept al Siretului
- al treilea aliniament poate fi constituit de pantele estice ale Subcarpaților și ale Carpaților Orientali.

Între primele două aliniamente pot fi organizate aliniamente intermediare, de nivel tactic. Direcțiile de interzis sunt Direcțiile operative Centrală și Sud Ucrainene, respectiv Ungheni – Iași – Târgu Frumos – Roman – Piatra Neamț (cu variantă prin Vaslui spre Poarta Focșanilor) și Cahul – Buzău – București (cu variantă spre Bârlad, pentru a se realiza joncțiuna cu acțiunile care se duc pe Direcția Operativă Central Ucraineană și cu cele orientate spre trecătorile din Carpații Orientali).

### Ofensiva

#### Orientare spre sud
Acțiunile ofensive se pot desfășura ținând cont de compartimentarea geografică a zonei, pe direcțiile Iași – Nămoloasa, Pașcani – Focșani și Fălticeni – Râmnicu-Sărat.

#### Orientare spre nord
Ofensiva va fi orientată pe direcțiile principale ale compartimentelor delimitate de Carpații Orientali, râul Siret și Râul Prut. În compartimentul vestic situat între Carpații Orientali și Siret însă, terenul în general frământat și orientarea de la nord-vest spre sud-est, a cursurilor de apă, vor îngreuna acțiunile ofensive.

#### Orientare spre est
Compartimentarea nord-sud a zonei de operații, de către Siret, pe de o parte impune un caracter limitat unei eventuale ofensive, iar pe de altă parte face ca acțiunile ofensive să depindă de menținerea atât a trecerilor permanente peste râu, cât și a viabilității comunicațiilor de pătrundere spre est și a celor de rocadă.
Datorită limitărilor existente acțiunile vor fi de nivel tactic, cu grupări de nivel tactic de valoarea a 2-3 mari unități de dimensiunea unor brigăzi. Fizionomia va fi accea a unor riposte ofensive, pornite de pe pantele estice ale Carpaților Orientali și ale Subcarpaților, cu desfășurare spre râul Siret, scopul acestora urmând să fie fracționarea și încercuirea inamicului și cucerirea unor capete de pod peste râu. Pentru continuarea ofensivei, acestea vor trebui ulterior, dezvoltate.
Se identifică drept cele mai importante potențiale direcții de acțiune, următoarele:
- Suceava – Botoșani – Ștefănești
- Suceava – Roman – Vaslui
- Târgu Neamț – Târgu Frumos – Iași
- Piatra Neamț – Roman – Iași
- Onești –   Adjud – Bârlad – Vaslui (ca alternativă, de la Bârlad spre Târgu Bujor – Galați)
- Focșani – Brăila